# Georges Spénale
Georges Léon Spénale (Carcasona, 29 de noviembre de 1913-París, 20 de agosto de 1983) fue un político francés, miembro del SFIO y del Partido Socialista. Fue presidente del Grupo Socialista en el Parlamento Europeo (actual Grupo de la Alianza Progresista de Socialistas y Demócratas) y presidente del Parlamento Europeo.

## Biografía

### Primeros años y educación
Spénale asistió a la escuela secundaria de Ingres en Montauban. Se graduó en derecho en la Universidad de París y en 1934 pasó el examen de ingreso a la Escuela Nacional Francesa de Ultramar. Se unió a la SFIO en su juventud.

### Administrador colonial
Tras finalizar su formación, comenzó a trabajar en la oficina de asuntos económicos de Guinea Francesa. En 1939 fue nombrado administrador adjunto de la Francia de ultramar y en 1941 el jefe de la subdivisión en el Alto Volta. En 1945 se convirtió en administrador de la Francia de ultramar y al año siguiente fue nombrado jefe de gabinete del alto comisionado de África Ecuatorial Francesa. A principios de la década de los cincuenta dirigió el gabinete del alto comisionado en Camerún francés y más tarde se convirtió en secretario general de dicho territorio. En 1955 fue nombrado director adjunto de asuntos políticos en el Ministerio de Ultramar de Francia. Al año siguiente fue nombrado gobernador de Francia de ultramar y jefe de gabinete del ministro de ultramar Gaston Deferre, a cargo de seguir la implementación de la ley marco que reformó el sistema de administración de los territorios de ultramar. En 1957 fue enviado a Togo como alto comisionado y siguió la evolución del país hacia la independencia en 1960.

### Carrera política
En las elecciones legislativas de noviembre de 1962, fue elegido miembro de la Asamblea Nacional de Francia por la tercera circunscripción de Tarn. En 1964 fue elegido consejero general de Rabastens y en 1965 alcalde de Saint-Sulpice-la-Pointe. Fue alcalde de la ciudad ininterrumpidamente hasta 1981. Fue elegido de nuevo en las elecciones de 1967, 1968 y 1973. En la Asamblea Nacional, trabajó en particular en la cooperación con los países africanos, en agricultura y en viticultura.

#### Parlamento Europeo
El 17 de diciembre de 1964, fue nombrado miembro del Parlamento Europeo. De 1966 a 1967 presidió el comité de asociación parlamentaria con Grecia y de 1967 a 1974 el comité parlamentario de finanzas. En 1974 fue elegido presidente del grupo socialista y, en marzo de 1975, presidente del Parlamento Europeo. Ocupó el cargo hasta marzo de 1977, y durante su mandato se ocupó en particular de la conclusión de la Convención de Lomé y de las elecciones directas al Parlamento. De 1977 a 1979 fue primer vicepresidente.

#### Senador
Entre 1975 y 1976, fue vicepresidente del consejo regional de Mediodía-Pirineos. El 25 de septiembre de 1977, fue elegido senador en representación del Tarn. En el Senado se ocupó en particular de los problemas europeos, la cooperación con los países africanos y los problemas financieros locales. De 1979 a 1983 fue vicepresidente de la delegación del Senado para las Comunidades Europeas. Desde enero de 1981 hasta abril de 1983, también fue miembro de la Asamblea Parlamentaria del Consejo de Europa.

## Distinciones
Fue galardonado con la Legión de Honor.